# Елин, Вадим Васильевич
Вадим Васильевич Елин (27 октября 1939, Ростов-на-Дону — 14 апреля 2010, Красноярск) — российский и советский художник.

## Биография
Родился 27 октября 1939 года в Ростове-на-Дону в семье военного Василия Ивановича Елина. Мать Мария Матвеевна Елина (в девичестве Воронова) перед началом Великой Отечественной войны переехала с сыном в Сибирь, в г.Артёмовск Курагинского района Красноярского края.
В 1957г. окончил среднюю школу в Артёмовске Красноярского края и первое время работал шахтёром на руднике. В 1967г. с отличием окончил Заочный народный университет искусств (г. Москва), факультет изобразительного искусства.
В 70-80-х годах работал инспектором-искусствоведом, а затем художником-оформителем в Красноярских художественно-производственных мастерских Художественного фонда РСФСР. В период с 1970-х по 1990-е гг. выполнил множество заказов по советской наглядной агитации и прославлению человека труда для колхозов и совхозов Красноярского края, активно сотрудничал с предприятиями и колхозами Большемуртинского, Минусинского, Каратузского, Курагинского, Уярского, Краснотуранского, Шарыповского районов края, республики Хакасия и другими. Много ездил по стране, вёл изолетопись строек СССР; среди героев его рисунков — строители Нурекской и Саяно-Шушенской ГЭС, вагоностроительного завода в Абакане. Помимо портретов рабочих и ветеранов принимал участие в оформлении городов Красноярского края, активно сотрудничал с Красноярским краеведческим музеем, Информационно-вычислительным центром Крайпотребсоюза, Красноярским филиалом Центрального музея В.И. Ленина и другими социальными и культурными учреждениями.
Рисунки В.В,Елина неоднократно публиковались в журналах «Аврора», «Дружба народов», «Огни Болгарии», «Енисей», «Юность», газетах «Красноярский комсомолец», «Красноярский рабочий», «Вечерний Красноярск», «Красноярская газета», «КоМоК» и в других периодических изданиях, по заданиям от редакции которых работал Елин.
Ушёл из жизни 14 апреля 2010 года в городе Красноярске, похоронен на кладбище Бадалык. .

### Семья
Был дважды женат, двое детей.
Первый брак (жена Раиса)
- сын Руслан (р. 1963)

Второй брак (жена Надежда)
- дочь Мария (р. 1989)[3].

## Творчество
Встречался со многими известными деятелями культуры и искусства, писал их портреты. Ему позировали Булат Окуджава, Виктор Астафьев, Александр Солженицын, Евгений Евтушенко, Махмуд Эсамбаев, Виталий Соломин, Юрий Любимов, Валерий Золотухин, Валентина Талызина, Маргарита Терехова, Белла Ахмадулина и многие другие.
В 1968 году в Выезжем Логе познакомился с Владимиром Высоцким, писал его портреты во время съёмок фильма «Хозяин тайги»; других прижизненных портретов Высоцкого не существует.
Позже познакомился со всем коллективом Театра на Таганке. Было предложение режиссёра оформить стены театра, но не состоялось из-за лишения Юрия Любимова гражданства СССР и его вынужденного отъезда за рубеж. Журналы «Огни Болгарии» публиковали эскизные рисунки Елина по оформлению театра ещё в 1982 году.
Сейчас несколько работ Елина украшают Культурный центр-музей В. Высоцкого на Таганке, их можно увидеть в книгах В. Золотухина, М. Цыбульского, публикациях СМИ.
В 1984—1988 годах создал галерею портретов (около ста полотен) тружеников села Таскино — передовиков, ветеранов войны, председателей колхоза, жителей села; эти работы экспонируются в сельской картинной галерее.
Работы В. Елина (пейзажи, портреты) хранятся в музеях Красноярска (галерея «Современное искусство Красноярья»), Красноярского края, Москвы, Санкт-Петербурга, в личных коллекциях США, Великобритании, Германии, Японии и других стран.
Участвовал в выставках. В 2009 году в Красноярске готовилась персональная выставка к юбилею художника.
Получал высокие оценки своих работ, а также рекомендации от известных художников того времени, однако по личным убеждениям в Союзах художников не состоял.